# Regione del Bandama Sud
La regione del Bandama Sud (in francese: Sud-Bandama) era una delle 19 regioni della Costa d'Avorio. Soppressa nel 2011, si suddivideva in quattro dipartimenti: Boundiali, Ferkessédougou, Divo e Lakota.
Prendeva il nome dal fiume Bandama. 